# Povijest Švedske
Povijest Švedske je povijest prostora današnje Kraljevine Švedske i naroda Šveđana od prapovijesti do danas.

## Prapovijest (9000. – 800. pr. Kr.)
Tragovi naselje na području Švedske datiraju iz paleolitika. U Švedskoj, kao i u susjednoj Norveškoj, nalazi se velika koncentracija petroglifa (ristningar ili hällristningar) na području cijele zemlje, a osobito velik broj je u pokrajini Bohuslän. Najstarije slike potječu iz pokrajine Jämtland, koje datiraju iz oko 5000. pr. Kr. One prikazuju divlje životinje (jelene, sobove, medvjede i morske lavove). U razdoblju od 2300. – 500. pr. Kr. nastaje najviše gravura poljoprivrede, kopulacije, ratovanja, brodova, domaćih životinja, i dr.

## Razdoblje rane povijesti Švedske (98. – 800.)
Prve vijesti o Švedskoj iznio je oko 98. god. rimski povjesnik Tacit, koji Suione (latinski: Suiones; švedski: Svear) navodi kao glavni narod u Skandinaviji. Susjedna germanska područja zapadnih i istočnih Geta igrala su značajnu povijesnu ulogu u stvaranju švedskog naroda. 
U kratkom vremenskom razdoblju po padu Zapadnog Rimskog Carstva, Istočno Rimsko Carstvo je opstajalo samo zahvaljujući bogatom danku u zlatu koji je plaćalo sjevernim barbarima. Kao posljedica toga, skandinavski plemići su producirali neke od najljepših zlatarskih radova (filigranske ogrlice i razne fibule). Spomen na ovo "zlatno doba" odzvanja u germanskim poetskim epovima kao što su Beowulf i Pjesma o Nibelunzima (Nibelungenlied).
U 7. stoljeću ustrojeno je kraljevstvo pod dinastijom Inglinga, a u 8. stoljeću Sveari dopiru u svojim pohodima do Engleske, Škotske, Islanda, pa čak i Sjeverne Amerike; osnivaju svoje naseobine u istočnom Baltiku, te osnivaju Kijevsku Rus', srednjovjekovnu državu na području današnjih Ukrajine, Bjelorusije i Rusije, a trguju s Bizantom i Arapima.

## Vikinško razdoblje (800. – 1397.)
Švedska država vuće svoje drevne korijene iz ratničkog centra moći – Svea Rike, sa središtem u staroj Uppsali, kojemu je moć i utjecaj varirao kroz stoljeća. Prvi kralj, koji je vladao središnjim i južnim područjem Švedske (Svea i Göta Riken), bio je Olav (Olof Skötkonung), prozvan „Kraljem poreznikom“ (990. – 1022.). U njegovo doba u Švedsku prodire kršćanstvo. Nakon vladavine njegovih sinova Anunda (1022. – oko 1050.) i Edmunda Starog (oko 1050. – 1060.) izumire dinastija Inglinga.
U doba kralja Sverkera (oko 1134. – oko 1156.) započinje vladavine istoimene dinastije (s prekidima do 1208.). U 12. stoljeću, Švedska se našla u dinastičkim borbama obiteljskih klanova Erik i Sverker, koje su naposljetku završile kada je treća obitelj (brakom s klanom Erik) osnovala dinastiju Folkung koja je preuzela prijestolje. U 13. stoljeću jača središnja kraljevska vlast, a najistaknutiji vladar je bio jarl Birger, utemeljitelj Stockholma, koji je kao regent vladao Švedskom (1250. – 1266.) umjesto malodobnog sina Valdemara. Izborom Magnusa Erikssona (1319.) ostvarena je prvi put personalna unija između Švedske i Norveške. Nakon njegovog protjerivanja, plemstvo je na prijestolje dovelo Magnusovog nećaka, njemačkog vojvodu Albrechta Mecklenburškog (1364. – 1389.). Zbog kraljeve samovolje oboren je s prijestolja, a plemstvo je na čelo države pozvalo dansku kraljicu Margaretu.

## Kalmarska unija (1397. – 1521.)
Unija triju skandinavskih država i formalno je potvrđena ugovorom u švedskom dvorcu Kalmaru 1397. god., a svaka je zemlja sačuvala unutarnju autonomiju (do 1521.). Za Erika Pomeranskog (vladao od 1412.) jača švedski otpor uniji koji je kulminirao 1434. god. velikim seljačkim ustankom pod vodstvom Engelbrekta Engelbrektssona, pripadnika sitnijeg plemstva. Iako ga je krupno plemstvo podupiralo, 1436. god. dalo ga je umoriti, a prvakom države postao je švedski plemić Karl Knutsson (kasnije Karlo VIII.). Novi seljački ustanak ugušen je uz pomoć Danaca (1436. – 1437.). 
U 15. stoljeću Švedska postiže značajan gospodarski i kulturni napredak.

## Švedsko kraljevstvo (1521. – 1648.)
Moderna Švedska je iznikla iz Kalmarske unije ujedinjenjem zemlje koje je vodio kralj Gustav Vasa u 16. stoljeću. 
Otpor šveđana započeo je nakon Stockholmske krvave kupke kada je danski kralj Kristijan II. od 7. do 10. studenog 1520. god. pobio više od 80 švedskih plemića. Gustav Eriksson Vasa, utemeljitelj dinastije Vasa, se u borbama protiv restauracije Kalmarske unije (0d 1521.) zapravo borio za neovisnu Švedsku. Izabran je za kralja Švedske 1523. god. (do 1560.), a iste godine Stockholm je pao u ruke švedskih postrojba, a Kalmarska unija je prestala postojati. U isto vrijeme je prekinuo veze s crkvomu Rimu i započeo crkvenu reformaciju. 

### Jačanje Švedske u 17. stoljeću
U vrijeme vladavine sina Gustava Vase, Erika XIV. (1560. – 1569.), Švedska je stupila u dugotrajnu borbu za prevlast nad Baltikom. God. 1561. Šveđani su zauzeli Reval (današnji Tallinn) sa sjevernom Estonijom; 1563. god. započinje i Sedmogodišnji rat s Danskom; 1583. zauzimaju Narvu i Ivangorod. 
Do švedsko-poljskog približavanja dolazi za Ivana III. (1569. – 1592.) koji se oženio Katarinom Jagelović. Njegov sin Sigismund III. Vasa je 1587. god. izabran za kralja Poljske, te dolazi do švedsko-poljske personalne unije. God. 1594. Sigismund je istisnut s poljskog prijestolja, a 1599. god. u oružanom sukobu poražen i svrgnut sa švedskog prijestolja.
Protukatolički pokret predvodio je treći sin Gustava Vase, vojvoda Karlo, kasnije kralj Karlo IX. Švedski (1604. – 1611.). Njegov nasljednik Gustav II. Adolf (1611. – 1632.) uspješno je okončao ratove protiv unije Danske i Norveške, Rusije i Poljske. Nakon pobjeda u 17. stoljeću, Švedska je iznikla kao velika sila i proširilo se u tzv. Švedsko Carstvo, unatoč podatku da je imala tek jedva 1 milijun stanovnika. Gustav II. Adolf je u novom ratu s Poljskom (1621. – 1629.) stekao Livoniju i veliki dio Pruske, čime je Švedskoj osigurana prevlast na Baltiku. Uzorno je ustrojio državnu upravu, reformirao sudstvo, financije i školstvo, te poticao trgovinu i rudarstvo. God. 1630. ulazi u Tridesetogodišnji rat s ciljem širenja švedske vlasti u Njemačku i sprječavanja habsburškog prodora prema Baltiku. Nakon njegove pogibije kraj Lützena (1632.), Švedskom je upravljao (umjesto Gustavove malodobne kćeri Kristine) kao regent kancelar Axel Oxenstierna. Švedska je za vladavine kralja Gustava II. Adolfa uspjela uspostaviti političku i vjersku ravnotežu snaga u Europi.

## Švedsko Carstvo (1648. – 1814.)
Sporazumom u Brömsebru iz 1645. god., i sporazumom u Roskildeuu iz 1658. god., Švedska je dobila važne danske i norveške pokrajine, te potpuno zagospodarila Baltikom kojeg od tada zovu "Švedsko jezero". Nakon Westfalskog mira 1648. god., Švedska je vladala Ingrijom (u kojoj će Rusi kasnije zasnovati Sankt-Peterburg), Estonijom, Livonijom, i najvažnijim obalnim gradovima u Njemačkoj.
God. 1654. kraljica Kristina se odrekla krune u korist Karla X. Gustava (1654. – 1660.), koji je provalio u Poljsku i zauzeo Varšavu i Krakov. God. 1658. Švedska sklapa mir s Danskom, 1660. s Poljskom, a 1661. s Rusijom. U vrijeme Karla XI. (1660. – 1697.) Švedska je kao saveznica Francuske uvučena u rat protiv koalicije Danske, Nizozemske i Brandenburga. God. 1693. parlament je Karla XI. proglasio apsolutnim monarhom. 

### Švedsko kolonijalno carstvo
Švedsko kolonijalno carstvo postojalo je od 1638. do 1663. i od 1785. do 1878. godine. Izraz „carstvo” nije službena terminologija, jer su švedski kolonijalni posjedi bili ograničeni na nekoliko manjih područja, koja nikad nisu bila u njenom posjedu istodobno.

### Veliki sjeverni rat (1700. – 1721.)
Rusija, Danska-Norveška Poljska-Litva i Saska su ujedinile svoje snage 1700. god. i napale Švedsko Carstvo. Iako je švedski kralj Karlo XII. ostvario spektakularne pobjede na početku Velikog sjevernog rata, njegov plan da napadne Moskvu i prisili Rusiju na primirje pokazao se preambicioznim. Nakon bitke kod Poltave (1709.) Karlo XII. je poražen i spasio se bijegom u Tursku. God. 1714. pokušao je oružanim putem istisnuti Dance, ali je ustrijeljen za vrijeme opsade utvrde Frederiksten u Norveškoj 1718. god. Mirovnim sporazumima (Nystad, 1721.) koji su uslijedili, savezničke snage (kojima su se pridružili Prusija, Engleska i Hannover) su okončale švedsku prevlast i započelo je razdoblje ograničene monarhije pod vlašću parlamenta (Riksdag).

### Parlamentarna Švedska (1721. – 1772.)
Zaslugom kancelara Arvida Horna, Švedska je obnovila ratovima iscrpljeno gospodarstvo i vojne snage, a promišljenom politikom ojačala je svoj položaj. U unutrašnjoj politici Švedske tijekom prve polovice 18. stoljeća izdvajaju se dvije stranke: pristaše dobrosusjednih odnosa s Rusijom ( zvani "noćnim kapama") i pristaše ponovnog osvajanja izgubljenih područja (nazvani "klobuci"). Po dolasku na vlast stranke klobuka Švedska je, uz francusku potporu, započela s vojnim pripremama. Rat protiv Rusije otpočeo je 1741. god., a već za 2. god. Švedska je pretrpjela težak poraz i bila je prisiljena Rusima prepustiti dio Finske do rijeke Kymmene.
Za švedskog prijestolonasljednika izabran je ruski kandidat vojvoda Adolf Friedrich von Holstein-Gottorp. U njegovo doba (1751. – 1771.) Švedska je stupila u Sedmogodišnji rat (1756. – 1763.) na strani Austrije i Francuske protiv pruskog kralja Fridrika II. Vojni neuspjesi i financijska kriza doveli su do pada stranke klobuka.

### Apsolutna monarhija (1772. – 1814.)
Nakon skoro pola stoljeća dominacije parlamentarne vlasti uslijedilo je nenasilni državni prevrat (vojni puč) kralja Gustava III. Gustav III. je donio novi ustav kojim je ponovno uspostavio apsolutnu monarhiju (do 1809. god.), ali je donio i brojne reforme u duhu prosvijećenog apsolutizma (ukinuta su brojna staleška ograničenja, priznata sloboda vjeroispovijesti, potaknut je razvoj industrije, utemeljena su prva znanstvena društva, a 1786. god. osnovana je i Švedska akademija i dr.). 
God. 1792. Gustav III. biva ubijen u uroti švedskih aristokrata. Njegov nasljednik Gustav IV. Adolf (1792. – 1809.), stupio je u protunapoleonsku koaliciju i biva poražen 1807. god. i Švedska gubi Pomeraniju.
Apsolutna monarhija je opstala sve do švedskog uplitanja u Napoleonske ratove koji su primorali Švedsku da 1809. god. prepusti i Finsku Rusiji. Skupina časnika tada smjenjuje Gustava IV., a parlament donosi novi ustav i ukida sustav apsolutne monarhije. 
Nakon smrti Karla XIII. (1809. – 1810.), koji nije imao potomstva, za nasljednika je parlament odabrao francuskog (Napoleonovog) maršala Jeana-Baptista Bernadottea, kao švedskog kralja Karla XIV.

## Unija s Norveškom (1814. – 1905.)
Godine 1813. usvojeni kralj Karlo XIV. se udružio sa saveznicima protiv Napoleona. Sporazumom u Kielu, kralj Dansko-norveške unije prepustio je Norvešku švedskom kralju. Norveška je 1814. god. proglasila neovisnost, usvojila ustav i izabrala svog kralja. Švedska je odmah izvršila invaziju na Norvešku i prisilila ju da prihvati zaključke sporazuma iz Kiela. Nakon kratkog rata, mirom iz Mossa ustanovljena je personalna unija između dvije zemlje. 
Unija je od 1814. god. usvojila vanjsku politiku ne-udruživanja kako ne bi dolazila u sukobe s drugim zemljama (neutralnost) i uspjela je ostati izvan svakih sukoba, te ostvarila skoro dva stoljeća mira.
Unija s Norveškom je potrajala sve do 1905. god. kada je došlo do mirnog razrješenja na norveški zahtjev.
Odlukama Bečkog kongresa (1815.) Švedska se odrekla Pomeranije u korist Pruske.
Tijekom prve polovice 19. stoljeća zaoštravaju se supotnosti između aristokracije i dvora s jedne, te liberalnog građanstva s druge strane. Skandinavski politički pokret (koji je želio ujediniti skandinavske zemlje) jača tijekom polovice 19. stoljeća zbog razmirica Danske i Pruske oko pokrajine Schleswig. U Prvom šlezviškom ratu (1848. – 1850.), Švedsko-Norveška unija je pomagala Dansku sa zavidnom vojnom silom. U drugom šlezviškom ratu (1864.), švedski parlament je odbacio kraljevo obećanje za pomoć Danskoj čime je završen skandinavski pokret. Pokret su uglavnom podupirali studenti, ali i švedski kralj jer danski kralj Fridrik VII. nije imao potomaka. Da je kojim slučajem ovaj pokret ostvario rezultate, švedski kralj bi uspješno naslijedio i dansko prijestolje.
U vrijeme Krimskog rata Švedska ostaje neutralna, a mirom u Parizu 1856. god. dobiva anglo-francusko jamstvo protiv ruskih presezanja na Baltiku.
God. 1866. prihvaćen je prijedlog parlamentarno-političke reforme. Po novom ustavu parlament su sačinjavala dva doma.

### Modernizacija Švedske (1866. – 1914.)
Industrijska revolucija je utjecala na švedsku agronomsku ekonomiju u kojoj su seoska gospodarstva zamijenjena privatnim farmama. Ove primjene nisu uspjele poboljšati ekonomske i društvene prilike u Švedskoj u kojoj je došlo do porasta populacije. Oko 1 milijun Šveđana emigriralo je u Sjedinjene Američke Države između 1850. i 1890. god. 
19. stoljeće je obilježeno pojavom liberalnog tiska opozicije, ukidanje cehovskih monopola u trgovini i proizvodnji koji su zamijenjeni slobodnom trgovinom, uvođenjem porezne politike i izborne reforme, uspostave vojne obveze i porasta izbornih glasova tri vodeće stranke: Socijaldemokratska stranka (Socialdemokratiska arbetarpartiet), Liberalna stranka švedske i konzervativna Umjerena stranka.

## Moderna Švedska (1905. – 1945.)
God. 1905. norveški je parlament raskinuo uniju sa Švedskom, a Oskar II. Švedski (1872. – 1907.) odrekao se norveške krune. U vrijeme vladanja Gustava V. (1907. – 1950.) sklopljen je 1908. god. Petrogradski sporazum između Rusije, Njemačke, Danske i Švedske o održanju postojeće ravnoteže snaga na Baltiku.

### Švedska u Prvom svjetskom ratu
Za vrijeme Prvog svjetskog rata, u kojoj je Švedska ostala neutralna, zemlja je prosperirala zahvaljujući svjetskoj potražnji za švedskim čelikom, kugličnim ležajevima, i šibicama. Nakon rata ostvareni su uvjeti za društvenu socijalnu politiku koja je karakteristična za Modernu Švedsku. Vanjska politika 1930-ih je bila zaokupljena strahom od SSSR-a i Njemačkog ekspanzionizma koji su izazvali suradnju s drugim nordijskim zemljama u organizaciji zajedničke obrane. 

### Švedska u Drugom svjetskom ratu
Švedska je uspjela ostati neutralna i za vrijeme Drugog svjetskog rata, iako su svi njeni susjedi ratovali, te je i dodatno prosperirala pomažući obje zaraćene strane. O stvarnoj neutralnosti Švedske tijekom 2. svjetskog rata se ipak raspravlja. S obzirom na to da su joj veze prema ostatku svijeta bile zatvorene zbog blokada, Švedska je bila pod njemačkim utjecajem veći dio ratnog razdoblja. Prema stajalištu tadašnje švedske vlade, država nije bila u poziciji otvoreno se suprotstavljati nacističkoj Njemačkoj, te je stoga surađivala s Nijemcima vođenim Hitlerom. Švedski volonteri u nacističkim SS jedinicama su bili među prvim vojnicima kod invazije na Sovjetski savez tijekom Operacije Barbarossa. Švedska je snabdijevala nacističku Njemačku čelikom i strojnim dijelovima tijekom cijelog razdoblja rata. Pred sam kraj rata, kada se poraz nacista činio neizbježnim, Švedska je pojačala humanitarne aktivnosti što je dovelo do spašavanja brojnih izbjeglica iz okupiranog dijela Europe. Unatoč aktivnostima pred kraj rata, kritičari švedske neutralnosti smatraju kako je zemlja mogla učiniti više u otporu nacistima, čak i pod cijenu okupacije.
Nakon rata uspjela je i ostati nesvrstana između velikih svjetskih blokova.

## Suvremena Švedska (1945. –danas)

### Razdoblje hladnog rata
Nakon završetka 2.svjetskog rata Švedska je iskoristila očuvanu industriju, socijalnu stabilnost i prirodne resurse za daljnje proširenje industrije i opskrbu obnove Europe nakon rata. Nakon rata Švedska je sudjelovala u Marshallovom planu obnove i u Organizaciji ekonomske suradnje i razvoja (OECD) te su uspješno provedene brojne mjere za poboljšanje kvalitete života. Do 1960-tih godina se, kao i ostale skandinavske zemlje, razvila u državu potrošačkog društva i blagostanja. Nakon naftnih embarga 1973. – 1974. te 1978. – 1979. zemlja je, kao i brojne druge, prošla period ekonomske stagnacije. Tijekom 1980-tih godina došlo je to temeljite rekonstrukcije gospodarstva, prekinuta je brodogradnja, drvna industrija je transformirana u modernu industriju proizvodnje papira, čelična industrija je specijalizirana i industrijska proizvodnja je automatizirana. Švedski premijer Olof Palme je ubijen u atentatu 1986.

### Novija povijest
Nedovoljna kontrola financijskih zajmova, međunarodna recesija te promjena politike zapošljavanja rezultirala je financijskom krizom u Švedskoj u ranim 1990-ima. Tijekom tog razdoblja Švedski BDP je pretrpio pad od 5%. Tijekom krize je zabilježen pad ukupne zaposlenosti od gotovo 10%. 
Kao odgovor na krizu vlada je uvela mjere rezanja troškova te provela niz reformi s ciljem povećanja Švedske konkurentnosti. Neke od mjera su bile smanjenje socijalnih davanja te privatizacija javnih usluga i dobara. Veći dio političke scene u zemlji je promovirao članstvo u Europskoj uniji te je na referendumu 14. kolovoza 1994. prevagnuo broj glasova za ulazak u Uniju s 52% za i 48% protiv. Švedska je postala službenom članicom Europske unije 1. siječnja 1995.
Švedska nije članica NATO-a te je ostala vojno nepristrana iako sudjeluje u nekim međunarodnim vojnim vježbama te brojnim mirovnim operacijama na Kosovu, Bosni i Hercegovini, Cipru te Afganistanu. Švedska ima razvijenu vojnu industriju te je značajan izvoznik oružja koje među ostalim koriste i američke snage u Iraku.